# لوتس شورین فون کروسیک
لوتز گراف شورین فن کروسیک (به آلمانی: Lutz Graf Schwerin von Krosigk) (زاده ۲۲ اوت ۱۸۸۷ – درگذشته ۴ مارس ۱۹۷۷) حقوقدان و یکی از وزیران کابینه هیتلر در آلمان نازی بود. فن کروسیک از دانشگاه آکسفورد فارغ‌التحصیل شد و در طول جنگ جهانی اول در خدمت ارتش آلمان بود. او پس از جنگ جهانی اول توسط فرانتس فن پاپن به سمت امور مالی وزارت دارایی آلمان منصوب شد و توانست پس از چندی در کابینه هیتلر به عنوان وزیر دارایی فعالیت خود را ادامه دهد. وی پس از جنگ جهانی دوم توسط متفقین دستگیر و در دادگاه نورنبرگ محاکمه شد. فن کروسیک تا سال ۱۹۵۱ در زندان متفقین بود و پس از آن آزاد و موفق به نگارش چندین کتاب در زمینهٔ سیاست‌های اقتصادی شد.